# Pieter Bout
Pieter Bout (Bruxelles, 1658 - 1719) est un peintre, dessinateur et graveur flamand. Il est principalement connu pour ses paysages, ses vues de villes, de la côte et de la campagne et ses scènes architecturales exécutés dans un style rappelant les grands maîtres flamands tels que Jan Brueghel l'Ancien.

## Biographie

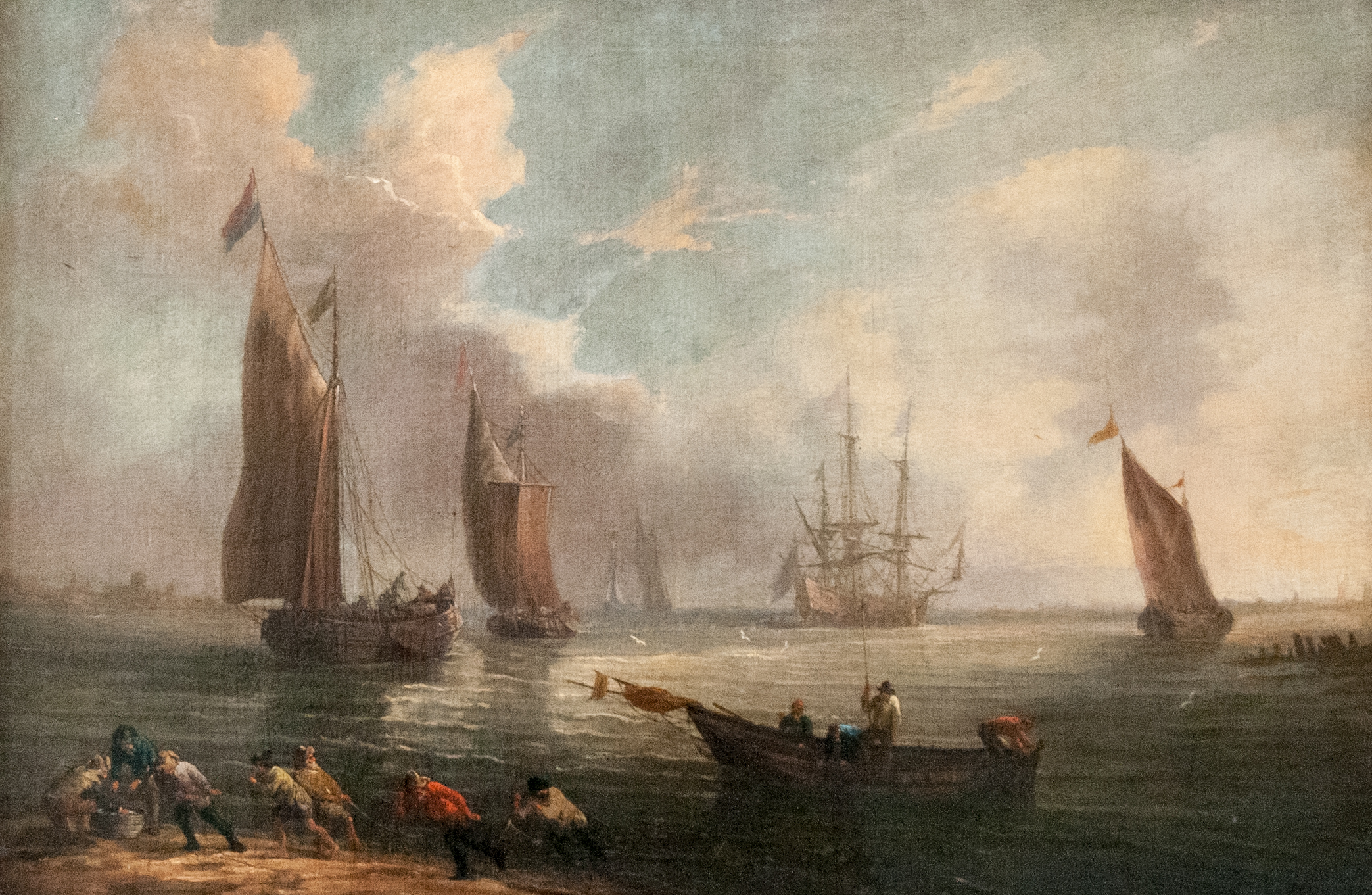
Paysage marin (n. d., Musée des Beaux-Arts de Gand).

Même si Pieter Bout était bien connu de son époque, comme en témoignent ses fréquentes collaborations avec d'éminents peintres flamands et son importante production, peu de détails sur sa vie ont été préservés. Il est probablement né à Bruxelles entre 1640 et 1658. On ignore qui sont ses maîtres. Pieter Bout est admis comme maître de la guilde bruxelloise de Saint-Luc en 1671. Sa première œuvre date de 1664 et est donc antérieure à son admission à la guilde. Il se marie à Bruxelles le 30 novembre 1667.
Bien que les sources primaires ne le confirment pas, on estime que d'environ 1675 jusqu'à 1677, Bout travaille à Paris où il collabore fréquemment avec Adriaen Frans Boudewyns, un peintre flamand résidant à Paris à l’époque. Bout rentre à Bruxelles en 1677, où il se marie une deuxième fois le 9 août 1695. Il reste actif à Bruxelles jusqu'à la fin de sa carrière bien qu'il se soit probablement rendu aux Provinces-Unies et Italie.
La date de sa mort est incertaine. Certains la situant déjà en 1689 et d'autres beaucoup plus tard en 1719 (d'après la date d'un tableau dont la date a donné lieu à des doutes).

## Œuvre

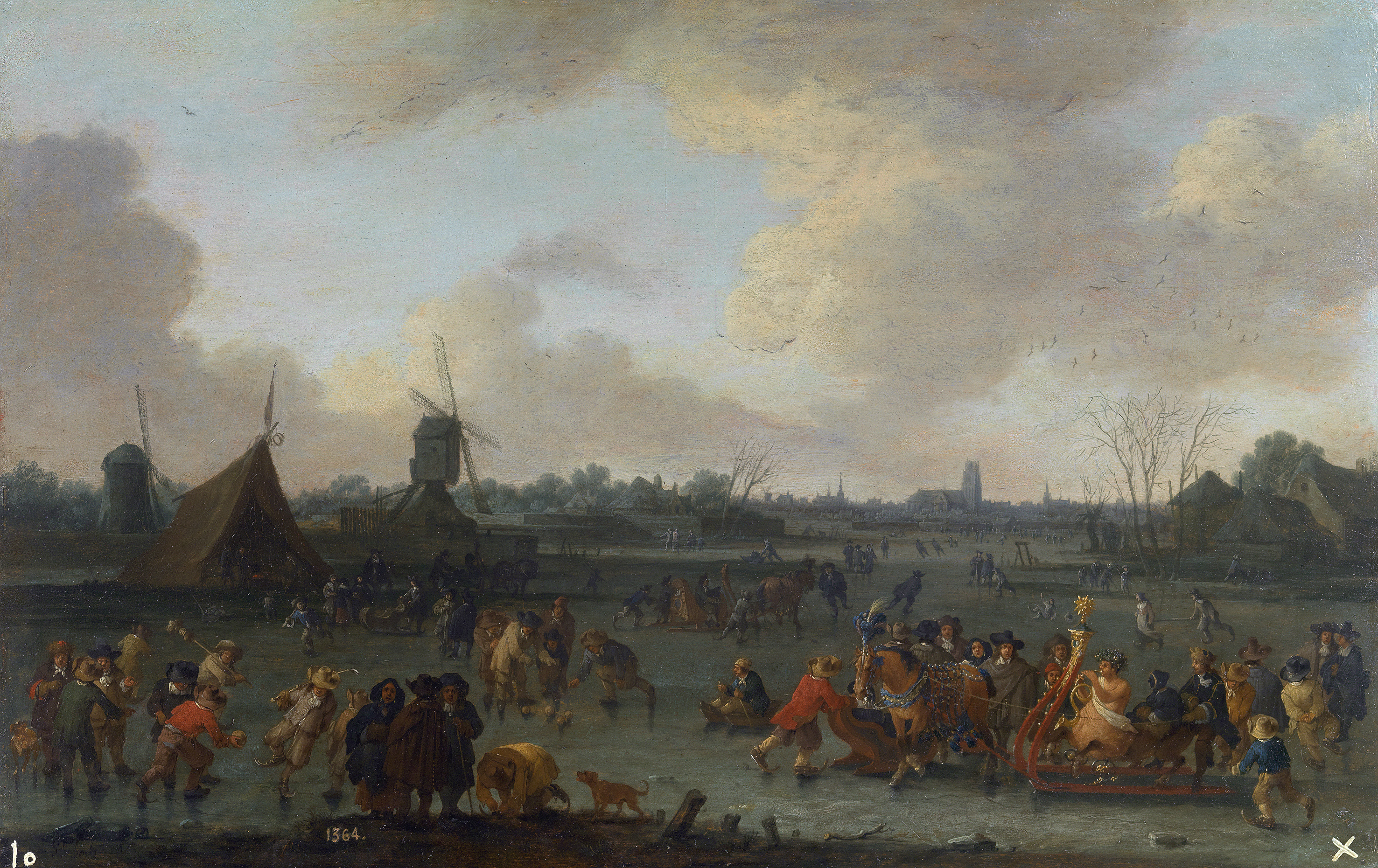
Patineurs (1678, musée du Prado).

Pieter Bout est un artiste très prolifique qui s'adonne à plusieurs genres. La plupart de ses œuvres incluent un élément de paysage et beaucoup sont des vues de villes, villages, ports, plages et rivières. Ses vues sont dans la tradition de Jan Brueghel l'Ancien. Elles ont également des similitudes avec l'œuvre de David Teniers le Jeune et les paysages des paysagistes bruxellois tels que Adriaen Frans Boudewyns, Lucas Achtschellinck et Jacques d'Arthois, pour lesquels il a souvent peint les figures dans leur paysages. 
Il a également peint des paysages à l'italienne à la manière de Nicolaes Berchem. Certaines de ses œuvres sont également similaires à celles de Pieter Casteels II, un peintre flamand connu pour ses paysages à l'italienne et ses vues de villes. Ses tableaux comprennent souvent des scènes animées telles que des fêtes de village et des personnes s’amusant sur la glace.
Pieter Bout a collaboré sur une vue de la plage avec Lucas Smout, qui a peint les figures. Cette œuvre connue comme Port et marché aux poissons (musée des beaux-arts de Quimper) représente peut-être une vue de la plage et du port de Scheveningen, car dans sa composition et ses figures, il y a beaucoup de similitude avec La Vente de poisson de Pieter Bout (Van Ham enchères, 11 mai 2012, lot 518).
Le Rijksmuseum attribue à Bout un tableau religieux intitulée L'Adoration des bergers. Ses tableaux sont animés et l'application du pinceau est précise. Sa palette est claire et douce et annonce le XVIIIe siècle.
Les dessins et les eaux-fortes de Bout ressemblent à ses tableaux dans leurs style et sujets.